# Allan A. Goldstein
Allan A. Goldstein (* 23. Mai 1949 in New York City) ist ein US-amerikanischer Filmregisseur, Drehbuchautor, Filmproduzent und Schauspieler.

## Karriere
Goldstein begann seine Karriere als Filmemacher Ende der 1970er Jahre mit einem vom National Film Board of Canada produzierten Dokumentarfilm über das Leben im Kingston Penitentiary Gefängnis. 1983 inszenierte er das Drama True West von Sam Shepard als eine Folge der Fernsehreihe American Playhouse mit John Malkovich und Gary Sinise in den Hauptrollen. Nach weiteren Fernsehproduktionen verfilmte er mit The Outside Chance of Maximilian Glick eine weitere Literaturvorlage. Der auf dem Roman von des kanadischen Autors Morley Torgov basierende Coming-of-Age-Film war 1989 für fünf Genie Awards nominiert, darunter Bester Film, Bester Hauptdarsteller und Bestes Drehbuch. Goldstein erhielt die Auszeichnung für den populärsten kanadischen Film auf dem Vancouver International Film Festival 1988 sowie für den besten kanadischen Film auf dem Toronto International Film Festival desselben Jahres.
Seinen bekanntesten Film drehte er 1994 mit dem Thriller Death Wish V – Antlitz des Todes mit Charles Bronson in der Hauptrolle, für den er auch das Drehbuch verfasste. Im Jahr 2000 inszenierte er die bei Kritik und Publikum durchgefallene Science-Fiction-Komödie 2002 – Durchgeknallt im All. Als Regisseur inszenierte er mehr als zwei Dutzend Produktionen; seltener tritt er auch als Autor, Produzent oder Schauspieler in Erscheinung.

## Preise und Auszeichnungen
- 1988 Toronto International Film Festival, The Outside Chance of Maximilian Glick (Best Canadian Feature Film)[4]
- 1988 Vancouver International Film Festival, The Outside Chance of Maximilian Glick (Most Popular Canadian Film)[5]

## Filmografie (Auswahl)
- 1994: Death Wish V – Antlitz des Todes (Death Wish V: The Face of Death)
- 1995: Memory Run[6]
- 1998: Home Team – Ein treffsicheres Team (Home Team)
- 2000: 2002 – Durchgeknallt im All (2001: A Space Travesty)
- 2002: One Way Out
- 2005: Snake Man (The Snake King)